# Poliobrya
Poliobrya là một chi bướm đêm thuộc họ Noctuidae.